# Campionato Italiano
Campionato Italiano – organizowana we Włoszech seria wyścigowa według przepisów Formuły Junior. Odbywała się w latach 1958–1963.

## Historia
Były to pierwsze mistrzostwa według przepisów Formuły Junior. Formuła Junior była powstałą z inicjatywy Giovanniego Luraniego serią wyścigową przeznaczoną dla młodych kierowców, w której pojemność silników ograniczono do jednego litra.
Po wyprodukowaniu samochodów opartych na silnikach FIAT, w 1958 roku zorganizowano pierwszy sezon cyklu. Sezon, składający się z sześciu eliminacji, wygrał Roberto Lippi. Najwięcej tytułów w serii zdobył Geki, który w latach 1961–1963 zdobył trzy tytuły.

## Mistrzowie
| Sezon | Mistrz             | Zespół                                   | Samochód                        |
| ----- | ------------------ | ---------------------------------------- | ------------------------------- |
| 1958  | Roberto Lippi      | Scuderia Bardahl                         | Bardahl-Stanguellini-FIAT       |
| 1959  | Raffaele Cammarota | Scuderia Bardahl                         | Stanguellini-FIAT               |
| 1960  | Renato Pirocchi    | Scuderia Pescara                         | Stanguellini-FIAT               |
| 1961  | Giacomo Russo      | Scuderia Madunina                        | Stanguellini-FIAT Lotus 18-Ford |
| 1962  | Giacomo Russo      | Scuderia Madunina                        | Lotus 18-Ford Lotus 22-Ford     |
| 1963  | Giacomo Russo      | Scuderia Madunina Scuderia Junior Italia | De Sanctis-Ford Lotus 27-Ford   |